# Playa de Aguilera

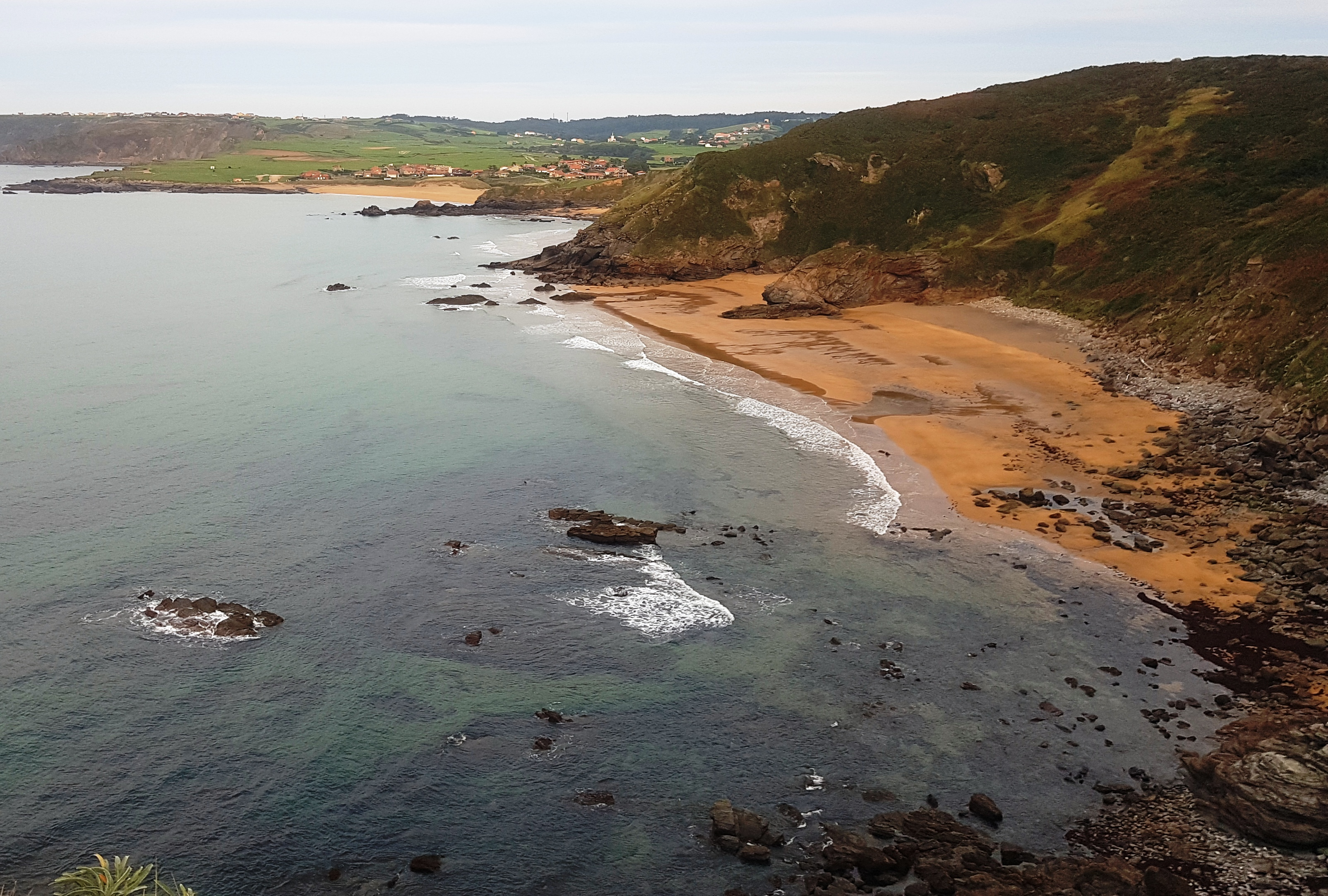
Playa de Aguilera. San Martin de Podes. Gozón

La playa de Aguilera se encuentra en el concejo de Gozón, comunidad autónoma del Principado de Asturias, España, y pertenece a la localidad de San Martín de Podes. El grado de urbanización y de ocupación son bajos y su entorno es rural. Las bajadas peatonales son muy fáciles, inferiores a 500 m. Los grados de urbanización y ocupación son muy bajos.

## Descripción
Se trata de una playa en forma de concha con arena de grano medio dorado, que además de presentar vegetación en la misma playa, está catalogada como LIC y como ZEPA.
Forma parte de la Costa Central asturiana.
Para acceder a la playa hay que tomar la carretera de la costa de Avilés al cabo de Peñas y nada más pasar san Martín de Podes se entra al pueblo por el acceso más oriental, seguir hasta el primer cruce y tomar, a la derecha, una pequeña carretera que se dirige al mar, lugar donde hay que dejar el vehículo y hacer a pie una suave y larga bajada hasta la arena de la playa. Justo enfrente de donde llega este camino están los islotes de La Calmaniega y Bermeo.
Durante las horas de grandes bajamares la playa se une con su vecina Playa de Carniciega y, por el contrario, en grandes pleamares quedan separadas. La zona es «Paisaje protegido del Cabo Peñas». Es una playa naturista.